# Arcucornus orientalis
Arcucornus orientalis là một loài bọ cánh cứng trong họ Cerambycidae.